# باشگاه بسکتبال صنایع پتروشیمی ماهشهر
باشگاه بسکتبال صنایع پتروشیمی ماهشهر نام باشگاه حرفه‌ای  بسکتبال در ماهشهر می‌باشد. و در لیگ برتر بسکتبال ایران به رقابت می‌پردازند.

## افتخارات
لیگ برتر بسکتبال مردان ایران
لیگ برتر بسکتبال ۱۳۹۱_۱۳۹۲ مقام ۷
لیگ برتر بسکتبال ۱۳۹۲_۱۳۹۳ مقام ۴
لیگ برتر بسکتبال ۱۳۹۳_۱۳۹۴ مقام ۶